# Deuxième livre de Sacræ Cantiones (Gesualdo)
Le deuxième livre de Sacræ Cantiones (titre original en latin, Sacrarum Cantionum liber Primus quorum una septem vocibus, ceterae sex vocibus singulari artificio compositae) est un recueil de dix-neuf motets à six voix et un motet (Illumina nos) à sept voix, composés par Carlo Gesualdo et publiés à Naples en 1603. 
Chacun des deux livres de Sacræ Cantiones est présenté, dans leur édition originale, comme « premier » livre, du fait du nombre différent des parties vocales. L'usage a cependant désigné ce livre à six voix comme « second » livre, du fait de l'absence d'autres livres de motets pour une même formation dans le catalogue des œuvres de Gesualdo.

## Effectif vocal
Les motets sont composés pour six voix, à savoir le cantus qui correspond à la voix supérieure (souvent tenue dans les interprétations modernes par une soprano), la deuxième voix,  l'altus (mezzo-soprano, contralto ou contre-ténor), ensuite le tenor (ténor), le bassus (basse), le quintus et le sextus. Ces dernières parties vocales ne correspondent pas à une tessiture précise, mais pouvaient être chantées par une deuxième soprano, alto ou ténor selon les pièces. 

## Les motets
1. Virgo benedicta
2. Da pacem domine
3. Sana me Domine
4. Ave sanctissima Maria
5. O Oriens
6. Discredite a me omnes
7. Gaudeamus omnes
8. Veni Creator Spiritus
9. O sacrum convivium
10. Adoramus te Christe
11. Veni sponsa Christi
12. Assumpta est Maria
13. Verba mea
14. Ardens est cor meus
15. Ne derelinquas me
16. O beata Mater
17. Ad te levavi
18. Franciscus humilis et pauper
19. O anima sanctissima
20. Illumina nos

## Des motets « composés avec un artifice singulier »

### L'influence de la Contre-Réforme
Le Concile de Trente (1545-1563), point de départ de la Contre-Réforme sur les plans historique et religieux, avait été suivi de nombreuses autres assemblées du Clergé, visant à en assurer l'application des dogmes récemment établis - et ceci, notamment sur le plan de la musique sacrée.
Nul autre que l'oncle du compositeur, le cardinal et futur Saint Charles Borromée, s'était intéressé de près aux questions musicales sue lesquelles ce concile avait statué. En 1565, il avait convoqué le premier concile provincial de Milan, pour en réaffirmer les décrets. Parmi les exigences visant à « bannir toute influence profane, directe ou indirecte », il faut citer les suivantes :
1. Simplicité de la réalisation musicale,
2. Intelligibilité des textes sacrés,
3. Absence d'artifices, de virtuosité, de chromatismes.

Ce dernier point, essentiel pour la compréhension du langage musical de Gesualdo, s'exprimait ainsi : « Dans les offices divins, pas de chants profanes ; dans les chants sacrés, pas de molles inflexions » (« In divinis officiis, nec profana cantica ; nec in sacris canticis molles inflexiones »). L'adjectif mou était souvent employé dans la théorie musicale pour désigner les chromatismes, notamment par Gioseffo Zarlino qui qualifiait le genre chromatique de « mou, lascif, efféminé ».

### Technique musicale
Il est d'autant plus remarquable de trouver en page de titre de ces Sacræ Cantiones l'indication « singulari artificio compositæ ». En effet, Gesualdo montre une maîtrise particulière dans l'emploi de formules de contrepoint complexes, telles que le canon strict et le cantus firmus, procédés quelque peu « vieillissants » mais toujours en usage.
Gesualdo n'avait jamais employé ces artifices d'écriture dans ses madrigaux, privilégiant l'expression musicale des passions. Cependant, toujours attaché à la grande tradition polyphonique de la Renaissance, il anime ses motets d'une intensité expressive tout à fait hors du commun, et bouleverse le decorum ecclésiastique imposant généralement un calme et un détachement propre à la méditation.
Sincèrement pieux lui-même, et montrant une grande dévotion à partir de son retour sur ses terres de Gesualdo, le compositeur exprime des sentiments profonds et absolument personnels dans ses deux livres de Sacræ Cantiones.

## Le travail de restauration
Le second livre de Sacræ Cantiones est en partie perdu : il y manque les voix de sextus et de bassus. La résolution du canon à la quinte (canon in diapente) du motet Da pacem Domine et celle du canon à l'octave et à la quinte (canon in diapason et diapente) de l'Ave sanctissima Maria permettent aux musicologues de reconstituer de manière « mathématique » la voix de sextus, dont il ne manque plus que le bassus.

### L'apport capital de Stravinsky
Admirateur et défenseur de la musique de Gesualdo, Igor Stravinsky a proposé en 1959 une reconstitution du bassus des deux pièces citées ainsi qu'une possibilité pour les deux voix perdues de l'Illumina nos (1957), dernier motet du recueil et unique pièce vocale à sept voix de Gesualdo,.
Un premier enregistrement de ces Tres Sacræ Cantiones est donc réalisé sous la direction de Robert Craft en 1960.
Les musicologues estiment cependant que, plutôt qu'un travail de reconstruction rigoureuse, il s'agit d'une « fusion » des styles, également visionnaires et maîtrisés, de Stravinsky et de Gesualdo — ce qui expliquerait peut-être que cette première tentative soit restée longtemps sans suite.

### La résurrection
Le compositeur et musicologue anglais James Wood a enfin complété les parties manquantes de l'ensemble des motets, travail difficile qui l'a occupé durant trois ans  et qu'il compare volontiers à « un immense jeu de mots croisés ou chaque point en imitation doit suivre un ensemble de règles complexes pour conserver un sens grammatical ».
Ce travail de recomposition a permis l'enregistrement intégral de ce Liber Secundus de Gesualdo, quatre siècles après la mort du compositeur.

### Monographies
- Catherine Deutsch, Carlo Gesualdo, Paris, Bleu nuit éditeur, coll. « Horizons », 2010, 176 p. (ISBN 978-2-35884-012-5)
- Denis Morrier, Carlo Gesualdo, Paris, Fayard, 2003, 118 p. (ISBN 2-213-61464-4)
- (en) Glenn Watkins, The Gesualdo Hex : music, myth, and memory, New York, W. W. Norton, 2010, 384 p. (ISBN 978-0-393-07102-3).